# 江島其磧
江島 其磧（えじま きせき、寛文6年（1666年） - 享保20年6月1日（1735年7月20日））は、浮世草子作者。京都誓願寺通柳馬場角の大仏餅屋・村瀬正孝の子で、名は権之丞、通称庄左衛門。

## 人物
裕福な大仏餅屋に生まれ、1695年（元禄8年）4代目を継ぐ。文筆の才があり、1696年（元禄9年）『大伽藍宝物鏡』などの浄瑠璃を手がけたと推定される。少年期からの知人であった八文字屋自笑の依頼により、役者評判記『役者口三味線』を刊行し、以降の評判記にそのスタイルが踏襲されるほど、好評を博した。1701年（元禄14年）、浮世草子の処女作『けいせい色三味線』を刊行した勢いに乗って、1706年（宝永3年）『風流曲三味線』、1710年（宝永7年）『野白内証鑑』『けいせい伝受紙子』、1711年（宝永8年）『傾城禁短気』を次々と刊行し、書肆菊屋七郎兵衛と提携した西沢一風を圧倒する。これらの作品は無署名、もしくは八文字屋自笑の名前が記されている。
家業が傾き始めると、八文字屋との利益配分の不満が噴出し、息子名義で江島屋市郎左衛門という書肆を開業。1711年（正徳元年）『寛𤄃役者片気』、1712年（正徳2年）『野傾旅葛籠』『魂胆色遊懐男』、1713年（正徳3年）『通俗諸分床軍談』といった好色物、1712年（正徳2年）『商人軍配団』、1713年（正徳3年）『渡世商軍談』といった町人物を刊行する。特に、1715年（正徳5年）『世間子息気質』、1717年（享保2年）『世間娘容気』といった気質物は、其磧の代表作となった。
其積と八文字屋は1718年（享保3年）に和解する。八文字屋と和解した1719年（享保4年）以降、1720年（享保5年）『浮世親仁形気』『役者色仕組』、1721年（享保6年）『女曾我兄弟鑑』、1723年（享保8年）『桜曾我女時宗』、1726年（享保11年）『出世握虎昔物語』、1727年（享保12年）『頼朝鎌倉実記』を刊行する。
1735年（享保20年）6月1日、享年70歳没。晩年には零落していたという逸話が『白鷺洲』に残る。
八文字屋刊行の浮世草子と、其磧の作品は「八文字屋本」と呼称される。

## 主な著書

### 役者評判記
- 『役者口三味線』（1699年）

### 浮世草子
- 『けいせい色三味線』（1701年）
- 『風流曲三味線』
- 『野白内証鑑』
- 『けいせい伝受紙子』
- 『傾城禁短気』
- 『寛𤄃役者片気』
- 『野傾旅葛籠』
- 『魂胆色遊懐男』（熊倉隆敏の漫画『もっけ』にこの主人公・豆右衛門が登場）
- 『通俗諸分床軍談』
- 『商人軍配団』
- 『渡世商軍談』
- 『世間子息気質』
- 『世間娘容気』
- 『浮世親仁形気』
- 『役者色仕組』
- 『女曾我兄弟鑑』
- 『桜曾我女時宗』
- 『出世握虎昔物語』
- 『頼朝鎌倉実記』